# Militaire du rang
Un militaire du rang (parfois abrégé en MDR), anciennement homme du rang ou personnel non officier, parfois appelé simplement le rang ou anciennement les hommes, est une personne d'un grade de base dans une hiérarchie de type militaire. En suivant la hiérarchie, les militaires du rang sont suivis par le groupe des sous-officiers puis par celui des officiers.
Chez les sapeurs-pompiers non militaires, on parle d'hommes du rang ou d'unités de base.

## Composition
La composition du rang varie selon les pays.
Dans l'armée on y trouve généralement les différents types de grade de soldat (1re classe, 1er soldat etc.) et parfois les caporaux (en Belgique, par exemple). Il en va de même pour les autres institutions utilisant ce type de hiérarchie, comme les sapeurs-pompiers.

### En Belgique

#### Dans l'armée
Dans l'armée belge, le rang est composé des soldats (et variantes) et des caporaux (dans la composante marine ils sont appelés « quartier-maître ») (et variantes).

#### Chez les pompiers
Chez les sapeurs-pompiers belges, le rang est composé des sapeurs ainsi que des caporaux.

### Au Canada
Dans les Forces armées canadiennes, les militaires du rang (non-commissioned members en anglais) sont définis comme étant « toute personne, autre qu’un officier, qui est enrôlée dans les Forces canadiennes ou qui, selon la loi, est affectée ou détachée auprès de celles-ci. ». Ainsi, les « militaires du rang » incluent les sous-officiers puisquent ceux-ci n'ont pas de commission d'officier.

### En France
Dans l'Armée française, la hiérarchie est divisée en trois groupes principaux :
- Les militaires du rang ;
- Les sous-officiers ;
- Les officiers.

Par conséquent, les « hommes du rang », ou « militaires du rang », sont l'unité de base des forces armées françaises.
Les sapeurs-pompiers civils (volontaires et professionnels), bien que n’étant pas militaires, utilisent des grades et des insignes de grades semblables à ceux de l’Armée de terre.
Dans l’Armée de terre par exemple, dans le cas d’une « arme non montée », les grades de militaires du rang sont ceux de :
- caporal-chef ;
- caporal ;
- 1re classe[5], pour « soldat de 1re classe » ;
- 2e classe[6], pour « soldat de 2e classe ».

Dans le tableau ci-dessous où la correspondance est faite entre les différentes armées, les grades sont énumérés de manière concise du plus gradé au moins gradé :
| Armée de terre                                         | Armée de l'air                                      | Marine nationale                                                 | Gendarmerie nationale                                              |
| ------------------------------------------------------ | --------------------------------------------------- | ---------------------------------------------------------------- | ------------------------------------------------------------------ |
| Caporal-chef ou, pour les armes montées brigadier-chef | Caporal-chef                                        | Quartier-Maître de 1re classe ou plus simplement quartier-maître | Brigadier-chef                                                     |
| Caporal ou, pour les armes montées brigadier           | Caporal                                             | Quartier-Maître de 2e classe ou plus simplement quartier-maître  | Brigadier                                                          |
| (Soldat de) 1re classe                                 | (Aviateur de) 1re classe                            | Matelot de 1re classe ou plus simplement matelot                 | Gendarme adjoint de 1re classe ou plus simplement gendarme adjoint |
| (Soldat de) 2e classe ou plus simplement soldat        | (Aviateur de) 2e classe ou plus simplement aviateur | Matelot de 2e classe ou plus simplement matelot                  | Gendarme adjoint de 2e classe ou plus simplement gendarme adjoint  |

Pour plus de détails, il convient de se reporter aux articles disponibles aux liens suivants :
- pour l’Armée de terre ;
- pour l’Armée de l’air ;
- pour la Marine nationale ;
- pour la Gendarmerie nationale.